# Lockheed Super Constellation
Die Lockheed Super Constellation (englisch umgangssprachlich Super-Connie) war, wie ihr Vorgängermodell Constellation, ein viermotoriges Verkehrsflugzeug des US-amerikanischen Herstellers Lockheed, das auch für militärische Zwecke in diversen Versionen verwendet wurde. Die Super Constellation war die erfolgreichste Version der Constellation-Baureihe, die 1943 die Constellation, 1950 die Super Constellation und 1956 den Starliner hervorbrachte. Sie bildete zusammen mit den Konkurrenzmodellen Douglas DC-6 und Douglas DC-7 den technischen Höhepunkt der Langstreckenflugzeuge mit Kolbenmotorantrieb.

## Geschichte

### Entwicklung
Die Entwicklung der Super Constellation als Nachfolge der Lockheed Constellation begann als Reaktion auf die veränderte Nachfrage. Wachsende Passagierzahlen führten dazu, dass Lockheed im Jahr 1950 den bereits recht langen Rumpf der Constellation durch den Einbau zusätzlicher Rumpfsegmente vor und hinter den Tragflächen um weitere 5,59 m verlängerte.
Da Lockheed kein Versuchsflugzeug mehr hatte, kaufte das Unternehmen den Constellation-Prototyp XC-69 von der US Air Force (USAF) zurück und baute ihn zur L-1049 Super Constellation um. Zu den wichtigsten Änderungen, die zur Super Constellation führten, zählten nebst der erwähnten Verlängerung des Rumpfes auch die Verstärkung der gesamten Flugzeugzelle, Einbau von viereckigen Kabinenfenstern, geänderte Kanzelverglasung, Vergrößerung des Tankvolumens und der Einbau von leistungsfähigeren Wright R-3350-CB1-Triebwerken.
Am 13. Oktober 1950 erfolgte der Erstflug der Super Constellation. Das neue Flugzeugmuster wies eine ausgezeichnete Wirtschaftlichkeit auf; die Triebwerksleistung genügte aber nur knapp den Anforderungen der Luftverkehrsgesellschaften, sodass nur 24 L-1049 für die Eastern Air Lines und die TWA gefertigt wurden.

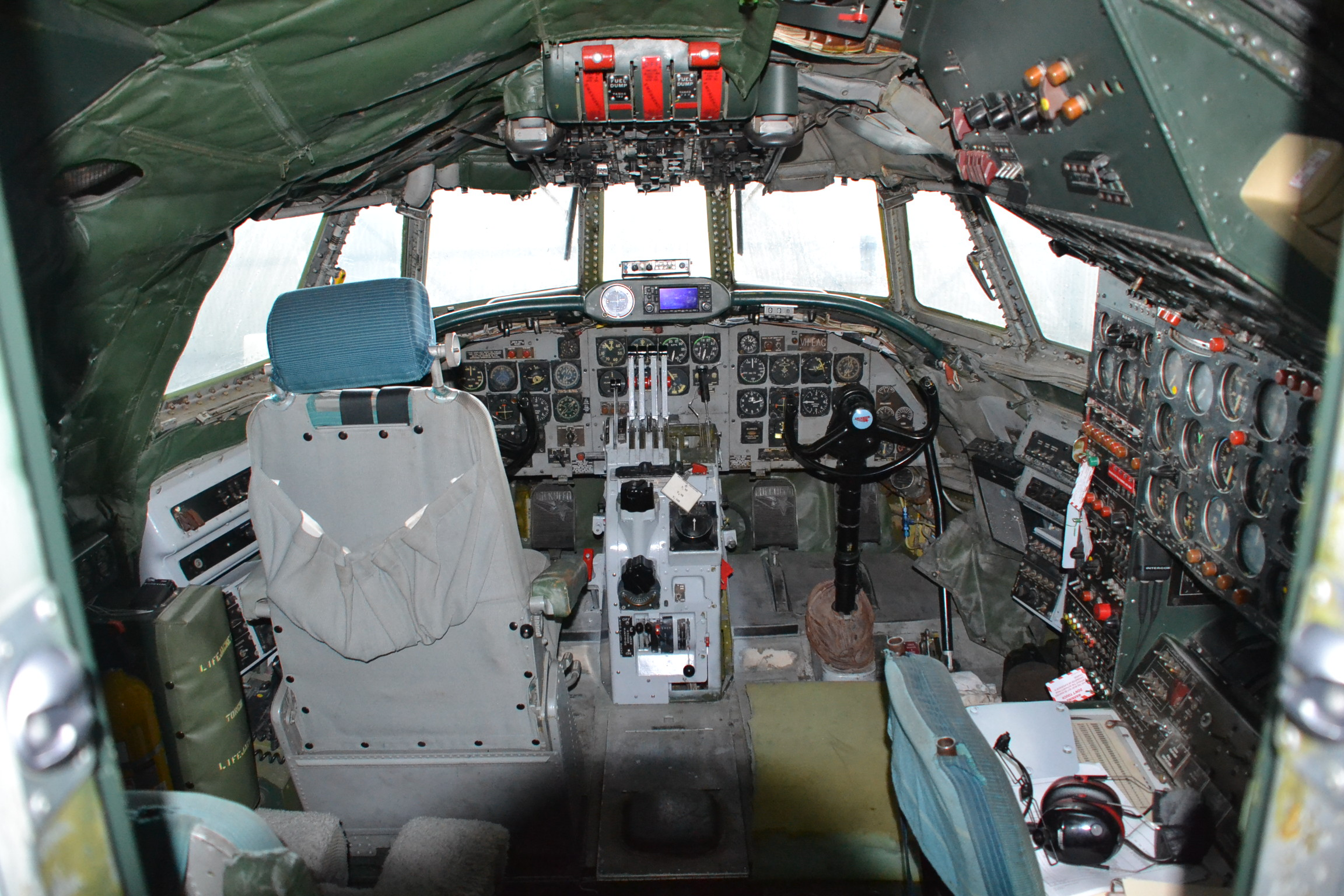
Cockpit

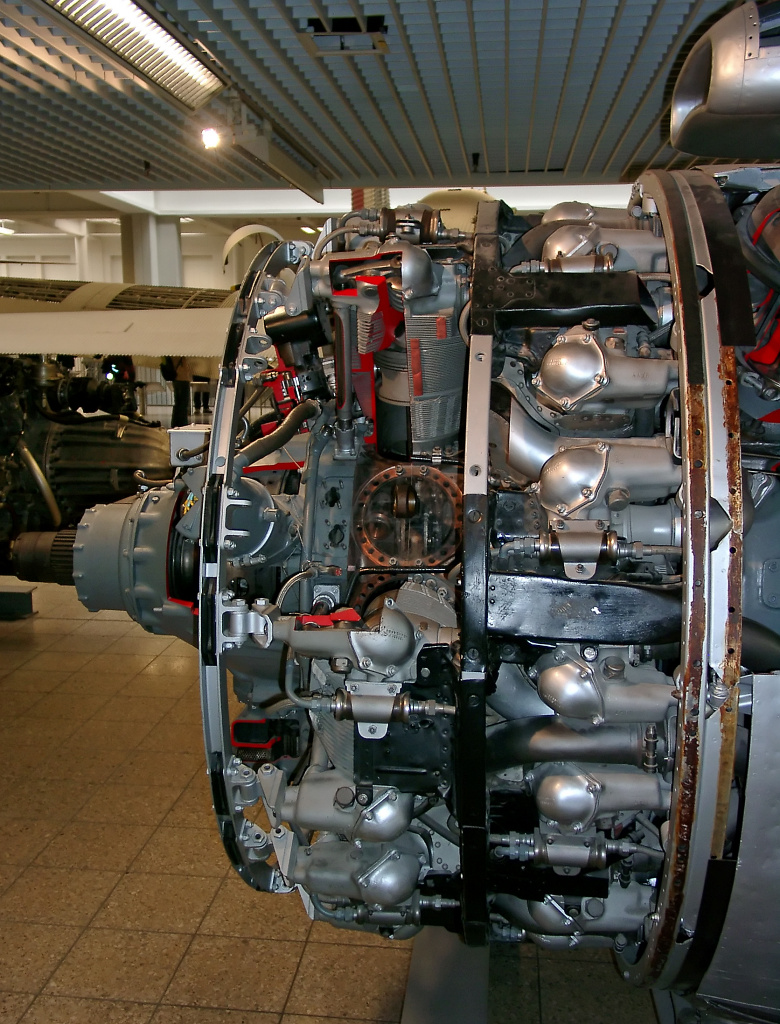
Blick auf einem zweireihigen Sternmotor des Typs Curtiss Wright R-3350 TC-18

### Einsatz der diversen Super-Constellation-Versionen

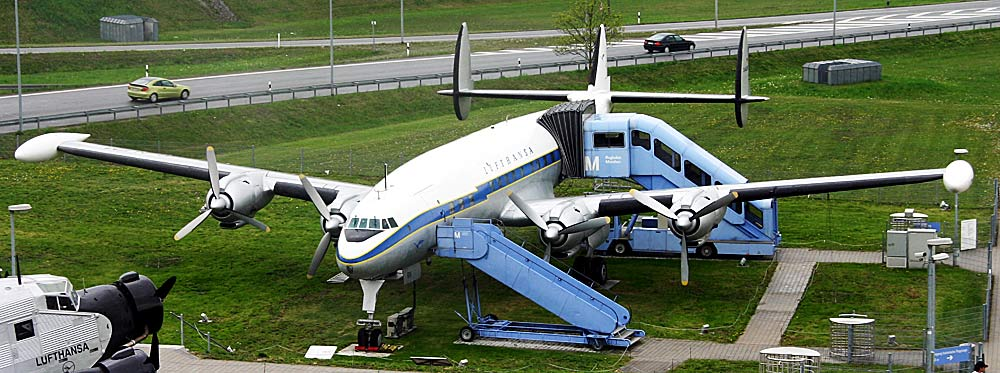
Lockheed L-1049 am Münchner Flughafen

Der erste Linieneinsatz einer L-1049 erfolgte im Dezember 1951 bei Eastern Air Lines, nachdem sie am 26. November 1951 ausgeliefert worden war. Die erste militärische Version war die L-1049A, die als WV-2 und WV-3 an die US Navy und als RC-121D an die US Air Force geliefert wurden. Die nächste Ausführung, die während des Koreakrieges wiederum sowohl für die US Navy als auch die US Air Force gebaut wurde, erhielt die Werksbezeichnung L-1049B. Ihre offiziellen militärischen Bezeichnungen lauteten R7V bzw. RC-121C und VC-121E. Bei dieser Ausführung und der daraus weiterentwickelten zivilen L-1049C, die am 17. Februar 1953 zum Erstflug startete, konnte die mangelnde Triebwerksleistung der L-1049 durch die Verwendung der Turbo-Compound-Version des R-3350-Triebwerks mit einer Startleistung von 2389 kW (3250 PS) verbessert werden. Die Leistungssteigerung wurde erzielt, indem der Motor drei Abgasturbinen bekam, die eine zusätzliche Leistung von insgesamt 331 kW (450 PS) auf die Propellerwelle übertrugen.
Alle weiteren Ausführungen der Super Constellation erhielten Weiterentwicklungen dieses Triebwerks. Es erwies sich in der Praxis als recht wartungsaufwändig und störanfällig und brachte den Super-Connies der Baureihen C bis H den spöttischen Beinamen „Beste Dreimotorige der Welt“ ein, weil auf den Langstreckenflügen recht häufig einer der Motoren ausfiel. Die Lufthansa verzeichnete in ihrer Statistik auf fast jedem dritten Flug einen Ausfall. Mit diesem Manko hatte auch die mit den gleichen Motoren ausgerüstete DC-7-Baureihe zu kämpfen.
Von der L-1049C wurden 56 Flugzeuge gebaut. Durch den Einbau großer Frachttore und eines Schwerlastbodens entstand aus der L-1049C die Frachtversion L-1049D, die im September 1954 zum ersten Mal flog. Nur vier Maschinen dieser Version wurden gebaut. Weitere Detailverbesserungen führten zur L-1049E mit einem maximalen Startgewicht von 61.400 kg, doch gelangten nur 25 von ursprünglich 56 bestellten Maschinen zur Auslieferung. Auf Wunsch der Auftraggeber wurden die restlichen Flugzeuge als L-1049G gebaut.
Die L-1049F diente als Grundversion der militärischen C-121 für die US Air Force. Zwischen 1948 und 1955 kaufte die USAF 150 C-121C als Transporter und weitere 150 EC-121 als fliegende Frühwarnstationen.
Die erfolgreichste Version wurde die L-1049G (Super G) mit 99 verkauften Exemplaren, davon 38 L-1049E-Umbauten. Die erste L-1049G absolvierte am 7. Dezember 1954 ihren Erstflug und wurde im Januar 1955 bei Northwest Airlines in den Liniendienst gestellt. Die Lufthansa eröffnete am 8. Juni 1955 mit einer L-1049G den Transatlantikverkehr auf der Strecke Düsseldorf–Shannon (Irland)–New York. Die D-ALAK hatte als erstes viermotoriges Flugzeug im Nachkriegsdeutschland am 1. April 1955 die Musterzulassung erhalten, doch diese Maschine verunglückte im Januar 1959 beim Landeanflug bei Rio de Janeiro. Zur Steigerung der Reichweite konnte die L-1049G mit Flügelendtanks (Tip-Tanks) ausgestattet werden, mit einer Kraftstoffkapazität von je 2270 Litern.
Im Jahr 1957 erschien die letzte Version der L-1049, die L-1049H für den gemischten Passagier- und Güterverkehr. Der Typ verfügte über zwei große Frachttore an der Backbordseite des Rumpfes. Außerdem wurde ein verstärkter Schwerlastboden („Roller-Floor“) eingebaut, der die Verwendung von Flurfördergeräten für Transportpaletten ermöglichte.
Die Nutzlast im gemischten (Combi-)Verkehr war auf 11.020 kg begrenzt. Hauptsächlich kam die L-1049H als reiner Frachter zum Einsatz, wobei bis zu 17.200 kg Nutzlast befördert werden konnten. Das maximale Startgewicht wurde bei dieser Variante auf 63.500 kg gesteigert. Anfang der 1960er Jahre rüstete Lockheed etwa 50 Passagiermaschinen (L-1049C und L-1049G) zu L-1049H-Frachtflugzeugen um.

### Ende und Nachfolge

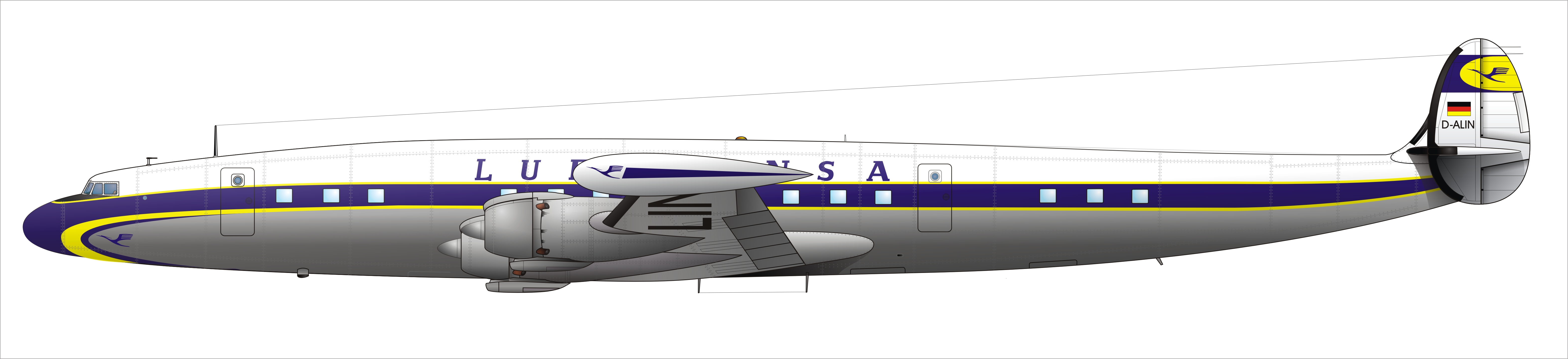
Lockheed Super Constellation L-1049G der Lufthansa

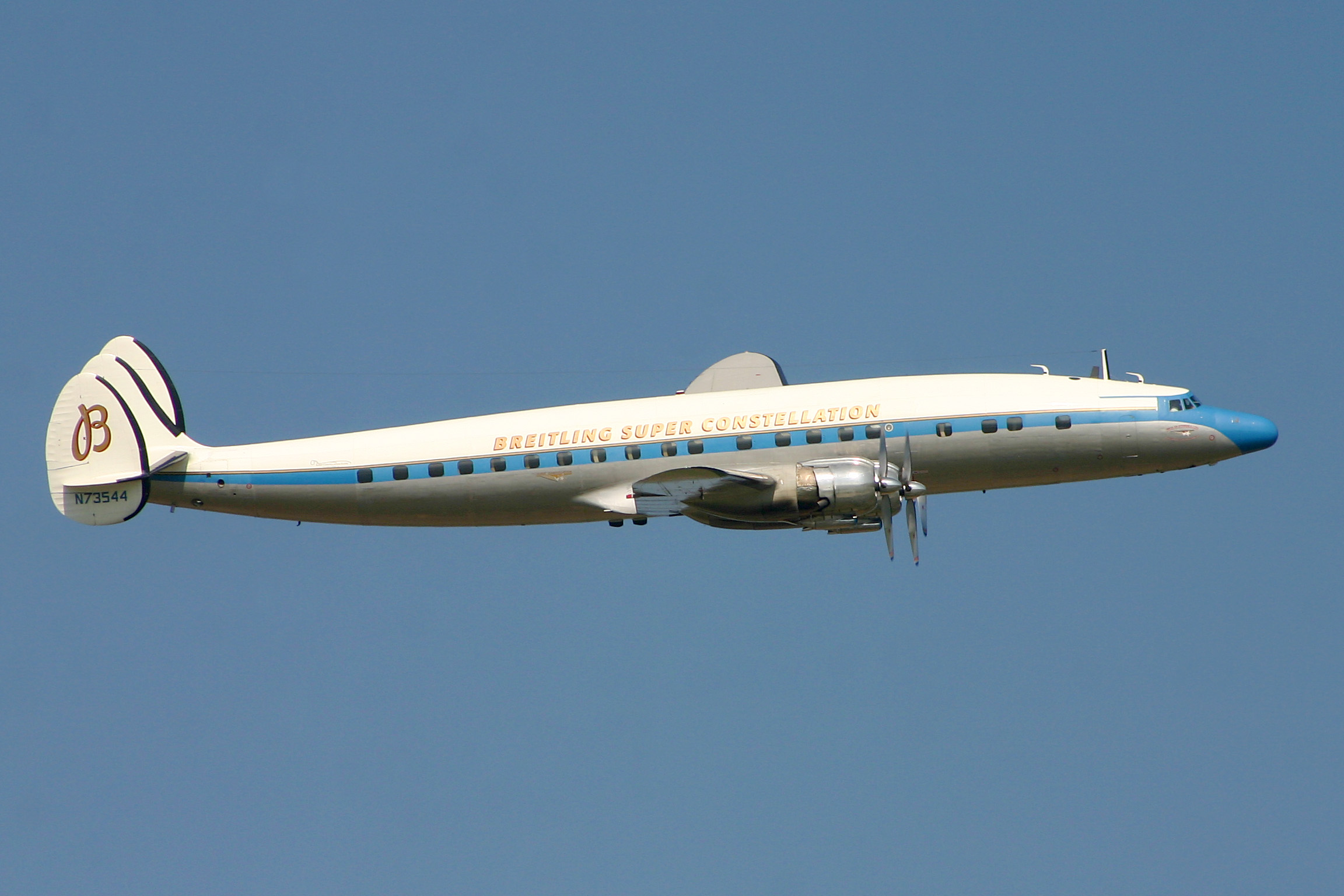
L-1049G Super Constellation

Bis zum Ende der Produktion 1958 und der Nachfolge durch den Lockheed Starliner wurden insgesamt 285 zivile und 325 militärische Super Constellations aller Versionen hergestellt. Sie wurde damit zur erfolgreichsten Variante der Constellation-Baureihe. Die letzte Super Constellation ging am 7. September 1959 an Slick Airways.
Die größten Super-Connie-Flotten hatten TWA (Trans World Airlines) und Eastern Air Lines; auch in anderen Erdteilen war sie stark verbreitet. In Europa war die Super-Connie über lange Jahre in den Farben der Lufthansa, KLM, Air France, Iberia und Transportes Aéreos Portugueses (TAP) zu sehen. Mietweise flog auch Sabena zwei Exemplare.

## Versionen
Die Super Constellation wurde in zahlreichen Versionen sowohl für militärische als auch für zivile Zwecke gebaut. Insgesamt wurden 259 zivile und 320 militärische Exemplare der Super Constellation hergestellt. Während die zivilen Versionen an zahlreiche Airlines auf der ganzen Welt gingen, verblieben die militärischen Versionen ausschließlich in den USA im Besitz der United States Air Force sowie der United States Navy.

### Zivil
Die L-1049 war gegenüber der seit 1943 gebauten Constellation um 5,59 m verlängert und konnte mit maximal 109 Sitzplätzen ausgestattet werden. Insgesamt wurden 579 zivile und militärische Exemplare gebaut. Eastern Airlines erhielt die erste L-1049 am 26. November 1951; die letzte Super Constellation ging am 7. September 1959 an Slick Airways.
L-104924 Stück gebaut. Version mit 2.500 PS (1.865 kW) R-3350-749C18BD-Motoren, Einführung eckiger Fenster.
L-1049A: militärische Variante
L-1049B: militärische Variante
L-1049C48 Stück gebaut. 3.250 PS (2.425 kW) R-3350-87ТС18DA-1-Motoren.
L-1049D4 Stück gebaut. Frachtversion der L-1049C.
L-1049E28 Stück gebaut. Verbesserte L-1049C.
L-1049F: militärische Variante
L-1049G102 Stück gebaut. 3.295 PS (2.424 kW) R-3350-972ТС18DA-3-Motoren, optional waren Flügelspitzentanks und ein Wetterradar verfügbar.
L-1049H53 neu gebaute L-1049G, die als Fracht- oder Passagierflugzeug genutzt werden konnten.
L-1249A: militärische Variante.

### Militärtransporter und Aufklärer

#### C-121 Super Constellation

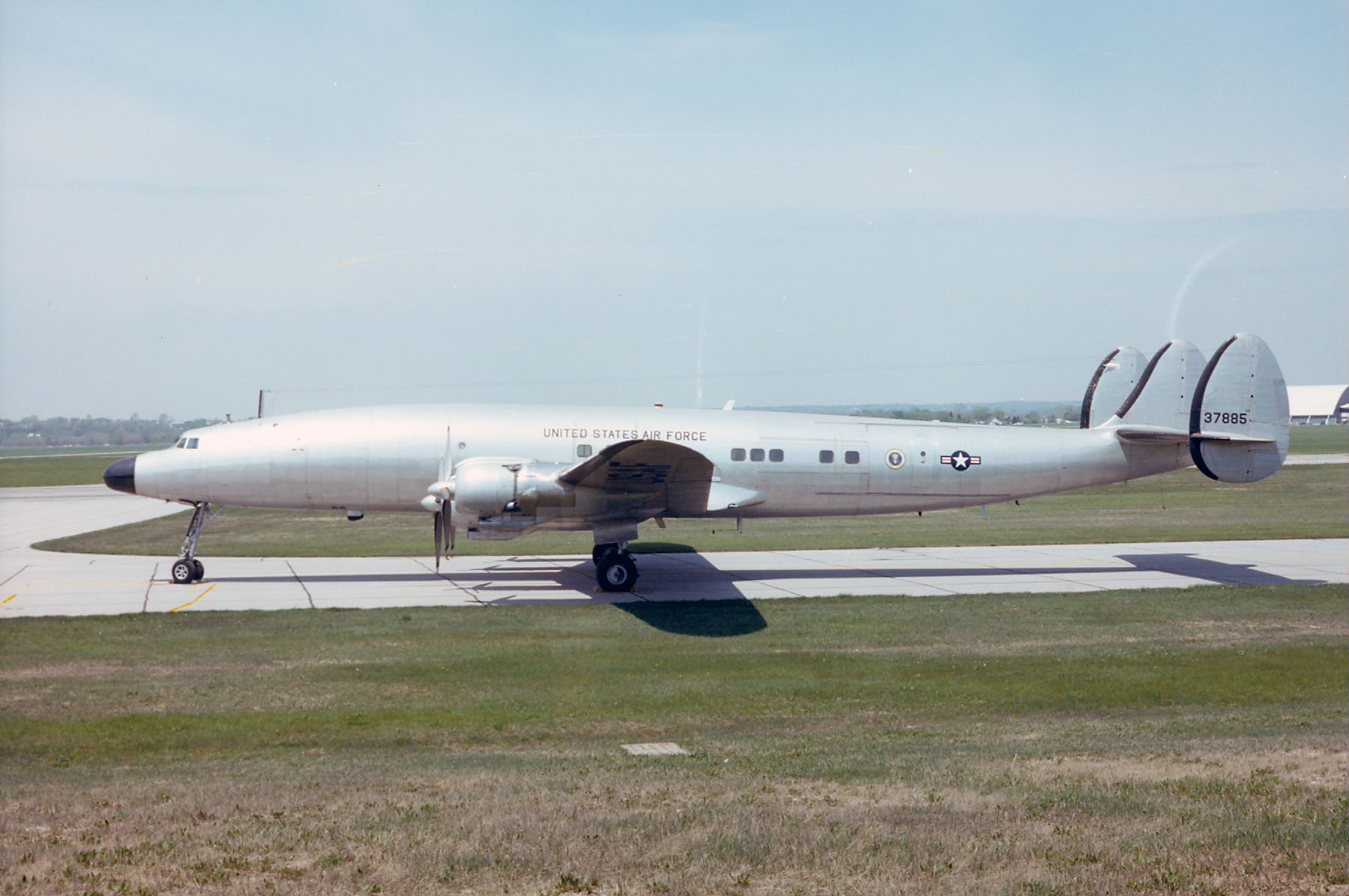
VC-121E des US-Präsidenten Eisenhower

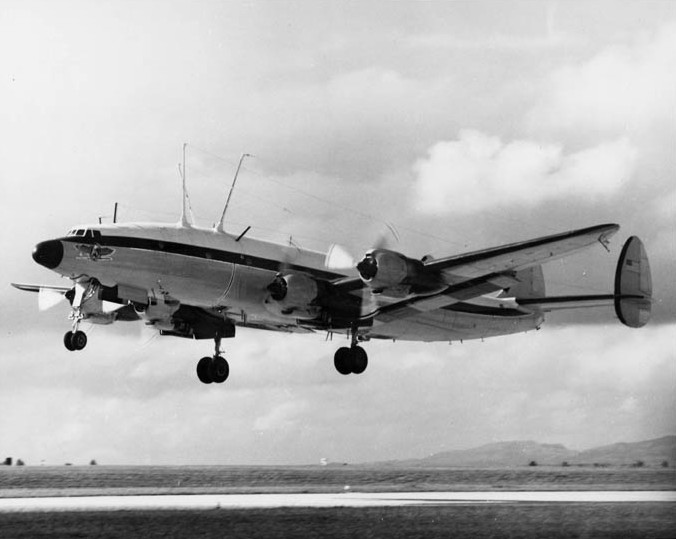
NC-121J zur Übertragung von Radio- und Fernsehprogrammen

Bis 1962 hatten die United States Air Force und die United States Navy verschiedene Bezeichnungssysteme für Flugzeuge, die dann vereinheitlicht wurden. So wurde die EC-121D 1954 aus der WV-2 entwickelt, die aber 1962 zur EC-121K wurde. Flugzeuge, die nicht mehr im Dienst waren, wie die WV-1, wurden nicht mehr umbenannt.
C-121CTransportflugzeug für die United States Air Force auf Basis der L-1049 mit 3.400 PS (2.536 kW) R-3350-34-Motoren, 33 wurden gebaut.
JC-121CUmbau von zwei C-121C und einer TC-121C als Testflugzeuge für Avionik.
VC-121Cvier zu VIP-Transportern umgebaute C-121C.
VC-121EVIP-Transporter für den US-Präsidenten (Air Force One), eine Maschine gebaut.
YC-121FUmbau von zwei C-121C und zwei C-121J und Ausrüstung mit vier Pratt & Whitney-T34-P-6-Turboprops mit je 6.000 WPS (4.476 kW) (ursprüngliche Bezeichnung der U.S. Navy war R7V-2).
C-121GBezeichnung für 32 von der U.S. Navy an die USAF abgegebene C-121J.
C-121JC-121C für die United States Navy, 50 wurden gebaut (ursprünglich R7V-1). Eine Maschine wurde für den Einsatz in der Antarktis modifiziert (ursprünglich R7V-1P, ab 1962 ebenfalls C-121J).
NC-121JDrei umgebaute C-121J zur Übertragung von Radio- und Fernsehprogrammen in Vietnam.

#### EC-121 Warning Star

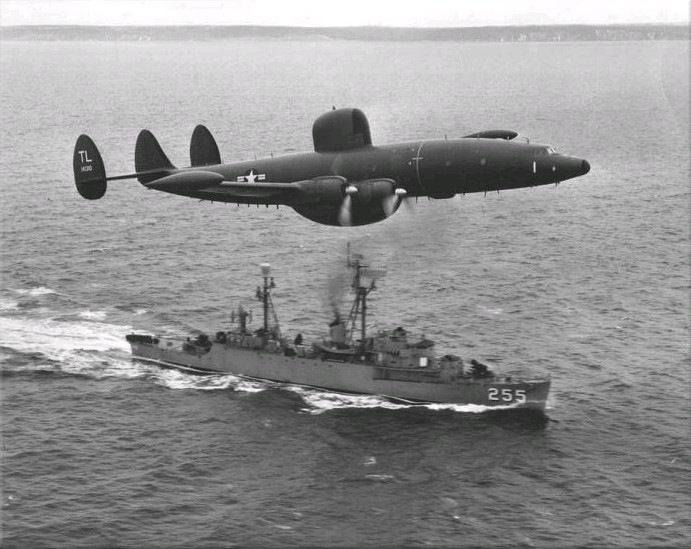
EC-121K (WV-2) Warning Star der U.S. Navy 1957

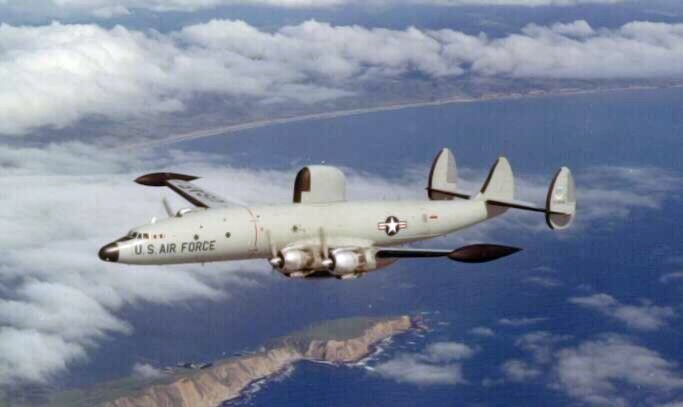
EC-121D Warning Star der USAF

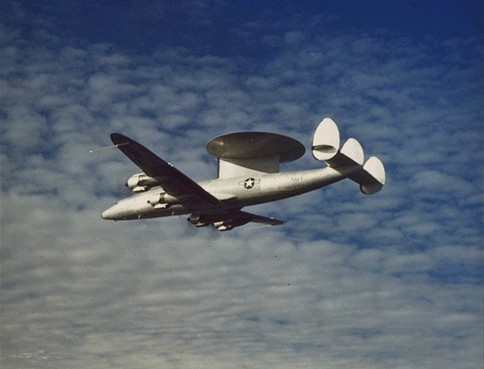
Eine EC-121L (WV-2E)

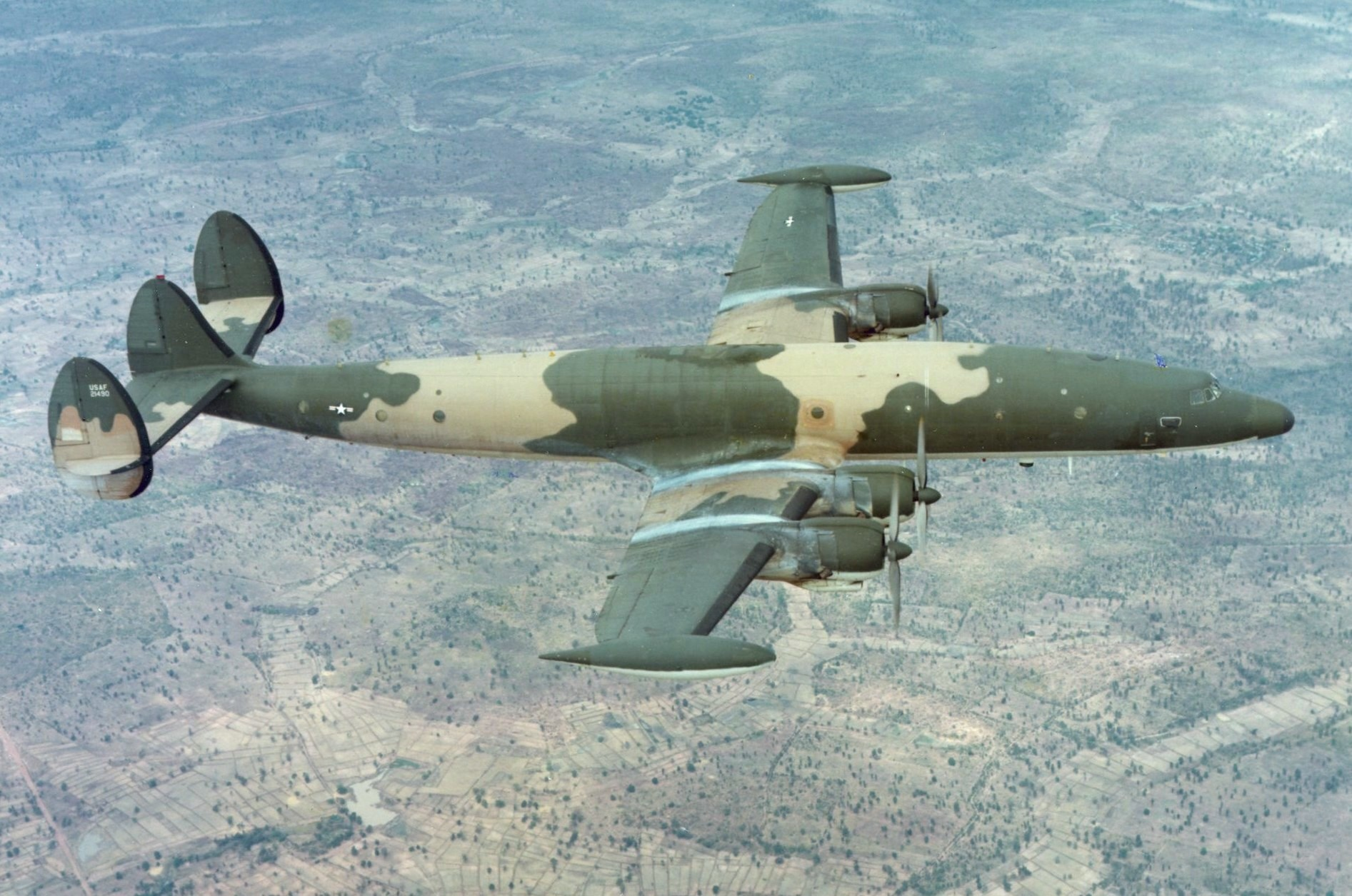
Eine EC-121R über Thailand

WV-1AWACS-Version der United States Navy auf Basis der L-749, 2 Prototypen wurden gebaut.
RC-121CAWACS der USAF aus der WV-2-Produktion für die USN auf Basis der L-1049, 10 wurden gebaut.
EC-121CUmbau von neun RC-121C zu Trainingsflugzeugen (ursprünglich TC-121C).
EC-121DAWACS der USAF (ähnlich der WV-2 der U.S. Navy), 73 wurden gebaut (ursprünglich RC-121D).
EC-121HBezeichnung für 42 modernisierte EC-121D.
EC-121JBezeichnung für 2 modernisierte EC-121D.
EC-121KAWACS der U.S. Navy auf Basis der L-1049, 142 wurden gebaut (ursprünglich WV-2).
EC-121K Rivet Topverbesserte EC-121D, eine Maschine umgebaut.
JC-121KUmbau einer EC-121K als Testflugzeug für Avionik.
NC-121KEC-121K der U.S. Navy.
EC-121LUmbau einer WV-2 und Ausrüstung mit einem Radom über dem Rumpf (ursprünglich WV-2E).
EC-121M1958/59 wurde von der Glenn L. Martin Company in Baltimore ein Anfangslos von acht WV-2 zu WV-2Q, einer COMINT/ELINT/SIGINT-Version, umgebaut. Diese Maschinen sollten die Martin P4M-1Q Mercator ersetzen, die bei den Fleet Air Reconnaissance Squadrons One (VQ-1) und Two (VQ-2) im Einsatz standen. Ein neuntes Flugzeug folgte, noch bevor die Bezeichnung im September 1962 von WV-2Q in EC-121M geändert wurde. Ein zehntes und elftes Exemplar wurde auf der Grundlage je einer EC-121K- und EC-121P-Flugzeugzelle durch die US Navy umgebaut. Die WV-2Q/EC-121M behielten das AN/APS-20-Suchradar und AN/APS-45-Höhenbestimmungsradar der WV-2, genauso wie einen Großteil der „Combat Information Center“-Einrichtungen (CIC). Zusätzlich erhielten sie Arbeitsplätze für das Bedienungspersonal der Spezialausrüstung, zu der das AN/ALD-1-Richtungsradar, ein AN/ALR-3-Radarwarnempfänger, der Pulse Analyser AN/APA-74 und die AN/APR-9- und AN/APR-13-ELINT-Empfänger gehörten. Verbesserungen an den Ausgangskonfigurationen wurden durch die Programme „Gray Shoe“, „Brigand“ und „Rivet Gym“ eingeführt. Bei „Rivet Gym“ waren vier zusätzliche Stationen für Sprachspezialisten der NSA vorgesehen, welche die Sprachkommunikation des Gegners aufzeichneten.
WC-121NUmbau von acht EC-121K zu Wetteraufklärern
EC-121PU-Jagd-Variante, Umbau aus EC-121K
JEC-121Pdrei EC-121P der USAF
EC-121QBezeichnung für vier modernisierte EC-121D
EC-121R BatCat30 umgebaute EC-121K zur Aufzeichnung von Sensordaten im Vietnamkrieg
EC-121TBezeichnung für 15 EC-121D und sieben EC-121H, die mit neuen Radar-Geräten ausgerüstet wurden

## Verkaufszahlen / Bestellungen und Auslieferungen

### Zivile Versionen
Von den folgenden Versionen wurden insgesamt 259 zivile Super Constellations hergestellt:
L-104924 Stück gebaut, die an Eastern Air Lines (14) und TWA (10) geliefert wurden.
L-1049A: militärische Variante
L-1049B: militärische Variante
L-1049C48 gebaut. Die Kunden dieser Version waren Air France (10), Air India (2), Eastern Air Lines (16), KLM (9), Pakistan International Airlines (PIA) (3), QANTAS (3), Trans-Canada Air Lines (TCA) (5).
L-1049D4 Stück gebaut, für Seaboard & Western Airlines (4).
L-1049E28 gebaut und an folgende Fluggesellschaften ausgeliefert: Air India (3), Avianca (3), Cubana (1), Iberia (3), KLM (4), Linea Aeropostal Venezolana (LAV) (2), QANTAS (9), TCA (3).
L-1049F: militärische Variante
L-1049G102 gebaut. Geliefert an: Air France (14), Air India (5), Avianca (1), Cubana (3), Eastern Airlines (10), Iberia (2), KLM (6), LAV (2), Lufthansa (8), Northwest Airlines (4), QANTAS (2), Transportes Aéreos Portugueses (TAP) (3), Thai Airways Co. (3), TCA (4), TWA (28), VARIG (6) sowie an Hughes Tool Company (1).
L-1049H53 gebaut. Im Ersteinsatz bei folgenden Fluggesellschaften: California Eastern Aviation (5, davon 2 sofort an Transcontinental SA (Argentinien) vermietet), Flying Tiger Line (15), KLM (3), National Airlines (4), PIA (2), QANTAS (2), REAL (Brasilien) (4), Resort Airlines (2), Seaboard & Western AL (5), Slick Airways (3), TCA (2), Transocean Air Lines (2), TWA (4).
L-1249A: militärische Variante.

### Militärische Versionen

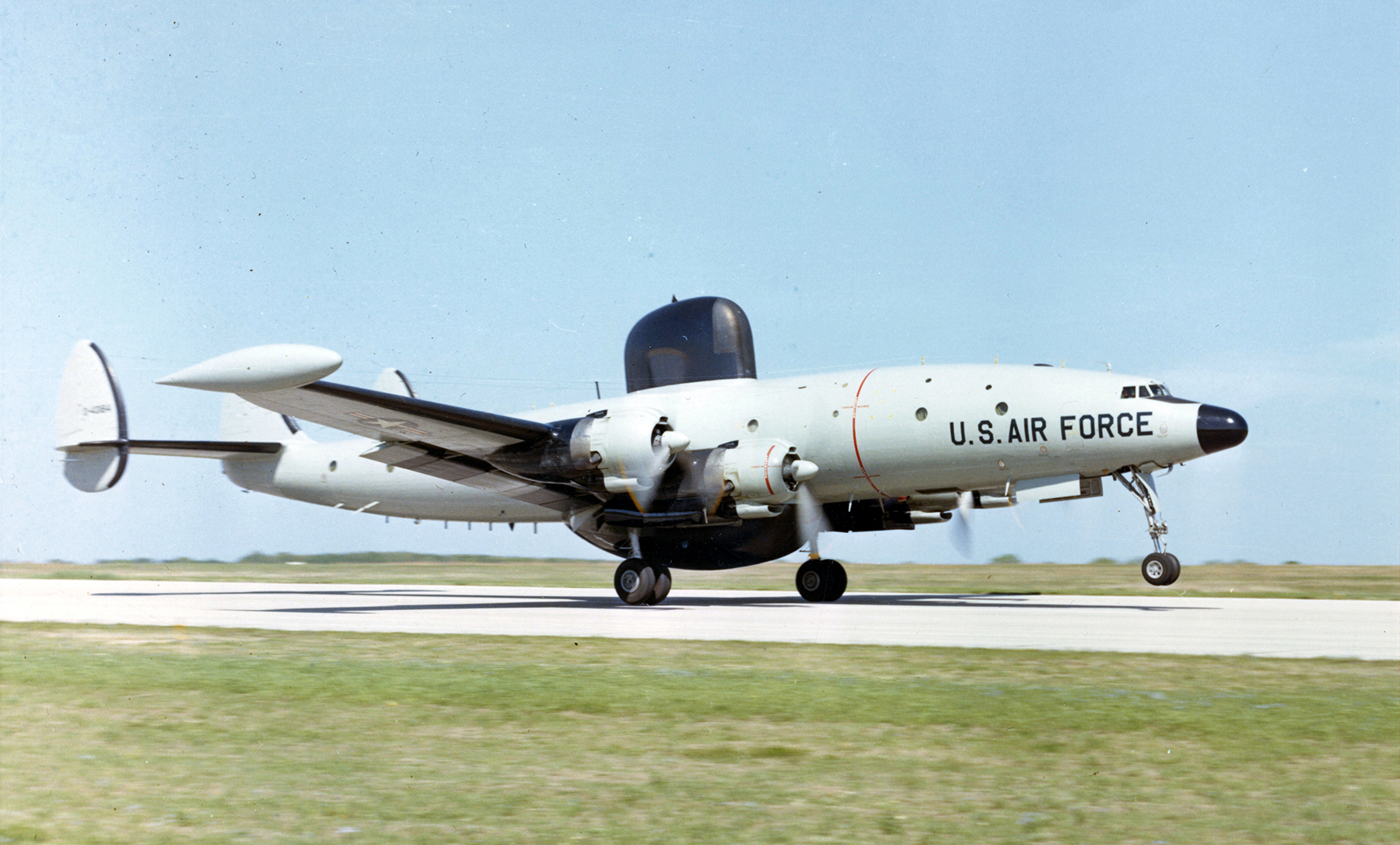
Lockheed EC-121K

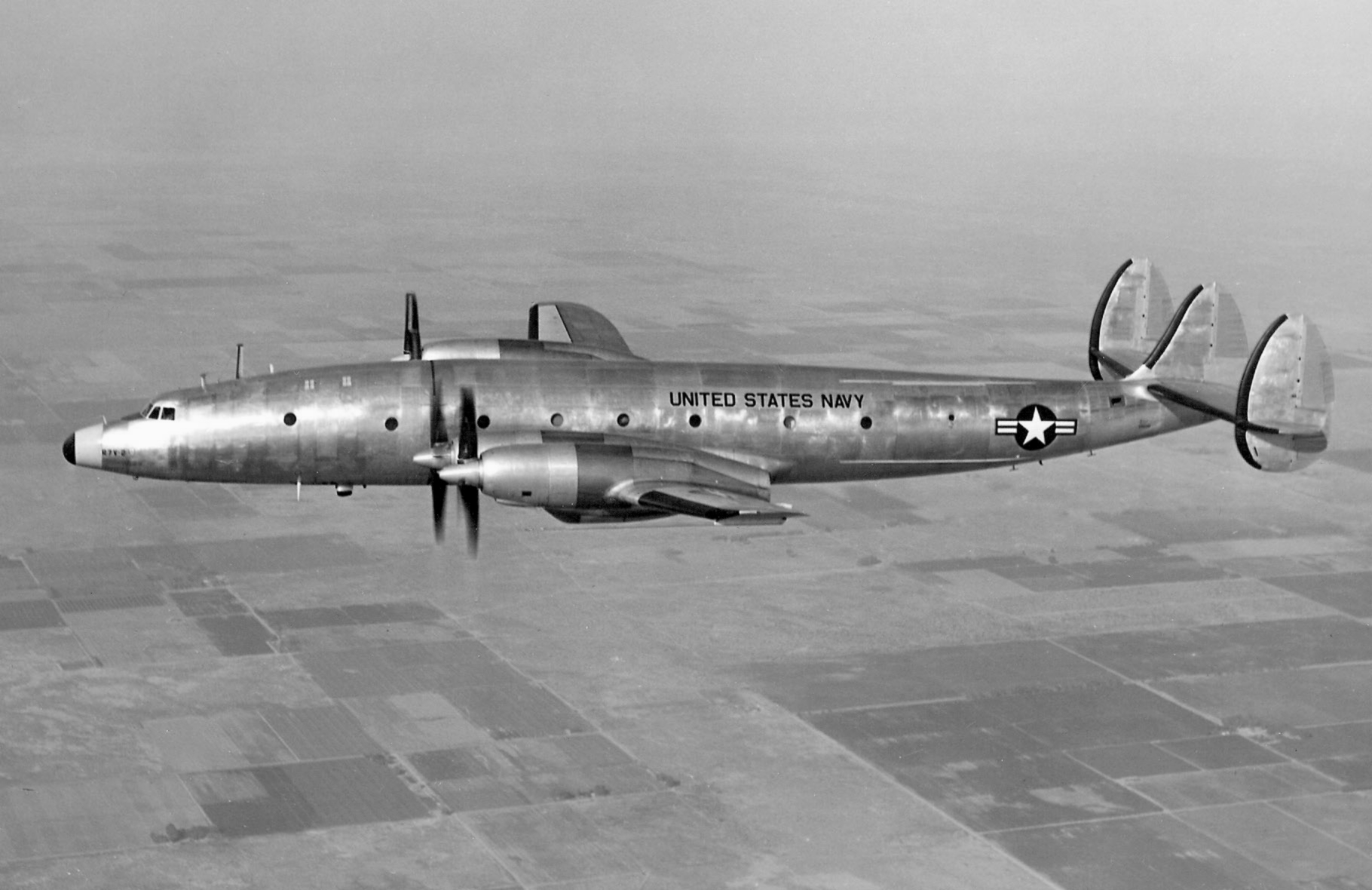
Lockheed L-1249A (R7V-2) mit Turbopropantrieb

Es wurden insgesamt 320 militärische Exemplare der Super Constellation an die Betreiber US Air Force und US Navy geliefert:
L-1049A222 Stück gebaut:
US Air Force: RC-121D (72 Stück),
US Navy: WV-2 (142 Stück), WV-3 (8 Stück).
L-1049B61 Stück gebaut:
US Air Force: RC-121C (10 Stück), VC-121E (1 Stück),
US Navy: R7V-1 (50 Stück).
L-1049F33 Stück gebaut:
US Air Force: C-121C.
L-1249A4 Stück gebaut:
US Air Force: YC-121F (2 Stück),
US Navy: R7V-2 (2 Stück).

## Militärische Produktion
| ↓Version Jahr→ | 1952 | 1953 | 1954 | 1955 | 1956 | 1957/58 | Summe/Version |
| -------------- | ---- | ---- | ---- | ---- | ---- | ------- | ------------- |
| VC-121E        |      |      | 1    |      |      |         | 1             |
| C-121C         |      |      |      | 18   | 15   |         | 33            |
| YC-121F        |      |      |      | 2    |      |         | 2             |
| RC-121C        |      | 2    | 8    |      |      |         | 10            |
| RC-121D        |      |      | 15   | 25   | 32   |         | 72            |
| R7V-1          | 4    | 33   | 12   | 1    |      |         | 50            |
| R7V-2          |      |      | 2    |      |      |         | 2             |
| WV-2           |      | 2    | 22   | 8    | 45   | 65      | 142           |
| WV-3           |      |      |      | 8    |      |         | 8             |
| Summe          | 4    | 37   | 60   | 62   | 92   | 65      | 320           |

| ↓Version Jahr→ | 1956 | 1957 | 1958 | 1959 | 1960 | 1961 | 1962 | 1963 | 1964 | 1965 | 1966 | 1967 | 1968 | 1969 | 1970 | 1971 | 1972 | SUMME | aus              |
| -------------- | ---- | ---- | ---- | ---- | ---- | ---- | ---- | ---- | ---- | ---- | ---- | ---- | ---- | ---- | ---- | ---- | ---- | ----- | ---------------- |
| C-121C         |      |      | 1    |      |      |      |      |      |      |      |      |      |      |      |      |      |      | 1     | RC-121C          |
| C-121D         | 1    |      |      |      |      |      |      |      | 1    |      |      |      |      |      |      |      |      | 2     | RC-121D          |
| EC-121D        |      |      |      |      |      |      |      | 1    | 39   | 3    | 1    |      |      |      |      |      |      | 44    | RC-121D          |
| EC-121H        |      |      |      |      |      |      | 1    | 11   | 13   | 4    |      |      |      |      |      |      |      | 29    | RC-121D, EC-121K |
| EC-121Q        |      |      |      |      |      |      |      |      | 4    |      |      |      |      |      |      |      |      | 4     | RC-121D          |
| EC-121S        |      |      |      |      |      |      |      |      |      |      |      |      |      | 4    |      |      |      | 4     | C-121C           |
| EC-121T        |      |      |      |      |      |      |      |      |      |      |      |      |      |      | 12   | 8    |      | 20    | EC-121D          |
| VC-121C        |      |      |      |      |      |      |      |      |      |      |      |      |      | 1    | 1    |      | 1    | 3     | C-121C           |
| TC-121C        |      |      |      | 5    | 1    |      |      |      |      | 1    |      |      |      |      |      |      |      | 7     | RC-121C          |
| SUMME          | 1    | 0    | 1    | 5    | 1    | 0    | 1    | 12   | 57   | 8    | 1    | 0    | 0    | 5    | 13   | 8    | 1    | 114   |                  |

(FY 1956 = Fiscal Year 1956. Das Fiskaljahr 1956 geht vom 1. Juli 1955 bis zum 30. Juni 1956)

## Zwischenfälle
Vom Erstflug 1950 bis November 2023 kam es mit Lockheed L-1049 Super Constellation zu 111 Totalschäden von Flugzeugen. Bei 58 davon kamen 1094 Menschen ums Leben.

## Technische Daten

Lockheed Super Constellation L-1049A

Lockheed Super Constellation

| Kenngröße            | Daten der Lockheed L-1049G Super Constellation                                                                                                  |
| -------------------- | --- |
| Besatzung            | 4–10 |
| Passagiere           | 76–99 |
| Länge                | 34,6 m |
| Spannweite           | 37,5 m |
| Höhe                 | 7,55 m |
| Leermasse            | 31.298 kg |
| max. Startmasse      | 62.370 kg |
| Antrieb              | 4 luftgekühlte Turbo-Compound-18-Zylinder-Doppelsternmotoren Typ Curtiss-Wright R3350-972TC-18DA, je ca. 55 Liter Hubraum und 3250 PS (2389 kW) |
| Propeller            | dreiblättrig |
| Reisegeschwindigkeit | 482 km/h |
| Reichweite           | 6.486 km |
| Dienstgipfelhöhe     | 7.050 m |

## Verbleib

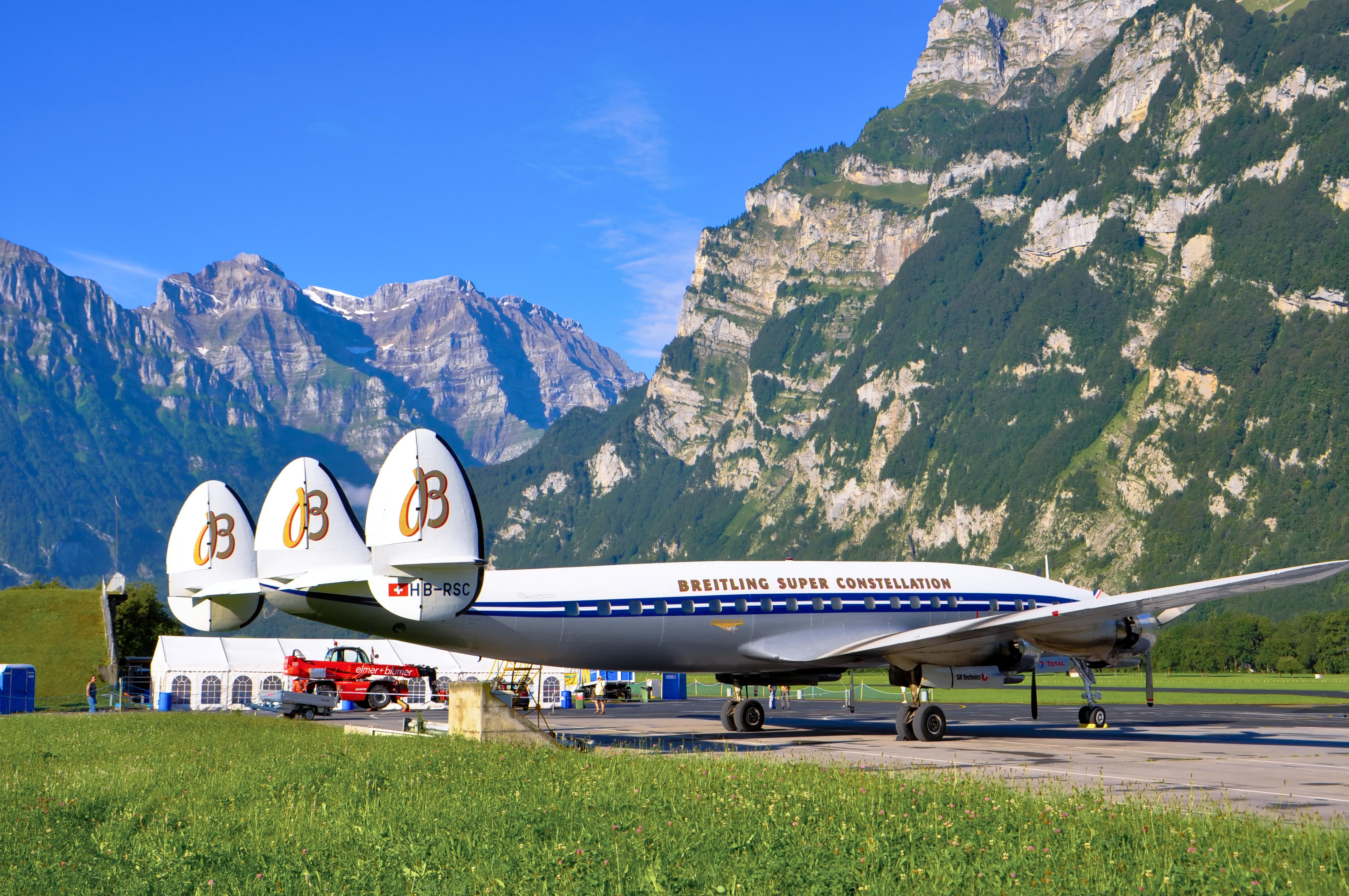
Star of Switzerland (früher Breitling Super Constellation) auf dem Flugplatz Mollis in der Schweiz (2011)

Der letzte Betreiber einer L-1049 war die in der Karibik ansässige Aerochago, die den Typ bis zum Beginn der 1990er Jahre auf Frachtdiensten zwischen Mittelamerika und Florida (Miami) im Einsatz hatte.

### Letzte Super Constellation in Europa
Die Schweizer Super Constellation Flyers Association betrieb zwischen 2004 und 2016 die einzige in Europa aktive Super Constellation, eine ehemalige C-121C der USAF, welche zuvor der kalifornischen Constellation Historical Society in Camarillo gehört hatte. Ihr Überleben verdankte sie einem Tauschhandel im Jahr 1972, bei welchem sich das National Air and Space Museum eine Boeing 307 Stratoliner im Austausch gegen diese bereits in Davis-Monthan abgestellte Super Constellation sicherte. Im Jahr 2003 schloss der Schweizer Verein einen Leasing-/Kaufvertrag für das Flugzeug ab. Zwischen dem 26. April und 8. Mai 2004 wurde die Maschine nach Basel überführt, flog danach weiter mit dem US-Kennzeichen N73544 und wurde im Mai 2007 ins Schweizer Luftfahrzeugregister als HB-RSC eingetragen. Das Flugzeug wurde von Freiwilligen und Profis instand gehalten und durch Mitgliederbeiträge, Sponsoren und Flugkostenbeiträge finanziert.
Bei einer Inspektion im Dezember 2009 wurden Korrosionsschäden entdeckt. Nach umfangreichen Reparaturarbeiten konnte das Flugzeug am 10. April 2011 wieder starten. Es wurde nach Zürich überführt, wo es einen neuen Anstrich erhielt, der stark an das Aussehen der Luxair-Maschinen aus den 1960er Jahren erinnert. Die Super-Connie flog Mitglieder der Super Constellation Flyers Association (Basel) zu Airshows und historischen Flügen in beinahe ganz Europa. Wegen wiederholter Probleme mit einem Motor blieb sie 2012 am Boden und flog ab Mai 2013 wieder bis zum Ende der Flugsaison im September 2016. Im Mai 2017 kam es an der Maschine bei Bremsversuchen auf der Piste zu einem Bremsschaden, der eine Revision des rechten Fahrwerks nötig machte. Korrosionsschäden an den Rudergestängen mussten mit Neufertigungen behoben werden. Im Jahr 2018 zog sich der bisherige Hauptsponsor Breitling SA zurück, sodass die lange Zeit auch als „Breitling Super Constellation“ bezeichnete Maschine fortan als „Star of Switzerland“ bezeichnet wurde.
Nach der zweijährigen Flugpause waren für das Jahr 2019 wieder Vorführungen geplant. Geforderte Nachweise durch das BAZL verhinderten das. Die aufwendigen Abklärungen bedingten eine Sanierung der Flügel innerhalb weiterer rund vier Jahre des Stillstands sowie Kosten von bis zu 20 Millionen Franken, wobei der Betrag im Frühjahr 2019 zusätzlich rasch zu garantieren sei, was vom Verein beschlossen wurde, zu versuchen. Die Sammlung der garantierten 20 Millionen Franken für eine Gesamterneuerung des Flugzeuges konnte nicht innerhalb der Frist abgeschlossen werden, wodurch der Beschluss in Kraft trat, die Flyers Association aufzulösen. Das Flugzeug sollte der Öffentlichkeit zugänglich gemacht werden. 
Die Maschine wurde 2019 an eine deutsche Investorengruppe verkauft, welche sie zerlegen ließ und zur Sanierung an den Flugplatz Bremgarten transportierte. Die vorgesehenen Restaurierungsarbeiten fanden jedoch kaum statt, so dass die zerlegte Maschine im Frühjahr 2023 zum Weiterverkauf angeboten wurde. Ob sie jemals wieder in einen flugfähigen Zustand versetzt werden kann, ist derzeit unklar.

### Weltweit letzte flugbereite Maschinen
Von den insgesamt 856 von Lockheed gebauten Constellations und Super Constellations waren im Jahr 2011 weltweit fünf Maschinen flugbereit. Im Jahr 2019 flog nur noch eine C-121C Super Constellation in Australien, welche keine Passagiere mitnehmen darf.
Seit Juni 2023 fliegt in den USA wieder eine Lockheed VC-121A; in dieser Constellation wurde im Koreakrieg General Douglas McArthur geflogen. Somit sind zurzeit weltweit zwei Constellation flugbereit.

### Simulatoren
Von der ehemaligen Aerochago-Maschine HI-548CT ist das Cockpit in Form eines Simulators erhalten geblieben. Dieser wurde von einem Mitglied des Schweizer Vereins in mehrjähriger Arbeit aufgebaut und kann in einem Restaurant in der Nähe des Flughafens Zürich angeschaut und „geflogen“ werden.

## Trivia
- Konrad Adenauer ließ 1955 zu den Verhandlungen in Moskau über die Freilassung der letzten deutschen Kriegsgefangenen zwei neue Super Constellations der Lufthansa anmieten; eine der Maschinen (D-ALIN) steht heute in der Flugausstellung Hermeskeil.
- Im Roman Homo faber von Max Frisch fliegt die Hauptperson in einer Super Constellation von La Guardia aus und muss in der mexikanischen Wüste notlanden.
- Die Handlung des Romans Der Traum des Hauptmann Loy von Wolfgang Schreyer spielt in einer Super Constellation.